# Экзосфера
Экзосфе́ра (от др.-греч. ἐξω «снаружи, вне» + σφαῖρα «шар; сфера») — внешняя часть верхней атмосферы Земли и других планет. Нижняя граница экзосферы — экзобаза — определяется по равенству длины свободного пробега атомов высоте однородной атмосферы. Частицы экзосферы двигаются в основном по баллистическим траекториям, поэтому при наличии у них второй космической скорости достаточно высока вероятность покинуть планету без столкновений. Концентрация нейтральных атомов в экзосфере меньше 107 частиц/см3.
Если атмосфера небесного тела крайне разрежена, как у Меркурия и у Луны, вся она является экзосферой.

## Описание
Экзосфера Земли состоит из ионизированного газа (плазмы); у её основания отношение концентраций заряженных и нейтральных частиц близко к 1, в верхней части экзосферы газ почти полностью ионизирован. Нижняя и средняя части экзосферы в основном состоят из атомов О и N, с увеличением же высоты быстро растёт относительная концентрация лёгких газов, особенно ионизированного водорода.
Газокинетическая температура составляет 1500—3000 К, она слабо растёт с высотой. Рост солнечной активности приводит к потеплению экзосферы и к увеличению её толщины.

## Строение
Экзосфера Земли начинается на высоте 500—1000 км в зависимости от солнечной активности: при высокой активности увеличивается толщина термосферы и, соответственно, растёт пороговая высота экзосферы. Верхнюю границу экзосферы можно определить как высоту, где давление солнечного излучения действует на атомы водорода с большей силой, чем земное притяжение. Эта высота примерно равна 190 000 км — половине расстояния до Луны.
Протяжённую экзосферу планеты часто называют короной; она состоит из атомов водорода, «улетучивающихся» из верхней атмосферы.
Корона Земли (геокорона) распространяется вплоть до высот порядка 630 тыс. км (при этом среднее расстояние от Земли до Луны составляет около 384 тыс. км), корона Венеры распространяется до высот порядка 200 тыс. км.